# 吉田光市
吉田 光市（よしだ こういち、1958年〈昭和33年〉10月24日 - ）は、日本の建設・国土交通官僚。

## 経歴
東京都生まれ。東京都立戸山高等学校を卒業後、1浪して東京大学に入学。大学では石川経夫のゼミに属し、ケインズ等の古書を読んで理論経済学を学んだ。1982年3月に同大学経済学部を卒業。経済官庁での公務員を志望し、国家公務員採用上級甲種試験(経済)に合格して1982年4月に建設省入省。
入省後は入札契約制度改革、道路関係四公団や都市基盤整備公団の改革、労務などを手掛けた。
2016年6月21日から大臣官房長、2017年7月7日から国土交通審議官を務め退官し、同年12月1日、損保ジャパン日本興亜株式会社顧問。
2020年6月26日、阪神高速道路の代表取締役社長に就任。最優先の施策として老朽化した道路のリニューアルとのミッシングリンクの解消を挙げた。なお、道路全体の4割強が建設後40年経過しており、大阪湾岸道路西伸部、淀川左岸線2期・延伸部というミッシングリンクが残っている。

## 年譜
2011年までの経歴の出典
- 1982年04月：建設省入省、建設業課配属
- 1989年04月：和歌山県企画部企画室主幹
- 1990年04月：和歌山県企画部交通政策課長
- 1992年
  - 04月：建設省大臣官房人事課長補佐
  - 09月：建設省大臣官房文書課長補佐
- 1994年04月：建設省大臣官房人事課長補佐
- 1996年07月：建設省道路局路政課建設専門官
- 1997年07月：建設省道路局道路総務課企画官
- 1999年07月：建設省大臣官房会計課企画官
- 2000年07月：建設省建設経済局建設業課入札制度企画指導室長
- 2001年
  - 01月：国土交通省総合政策局建設業課入札制度企画指導室長
  - 07月：都市基盤整備公団企画調整部企画課長
- 2003年07月：国土交通省大臣官房広報課報道企画官
- 2004年07月：国土交通省道路局総務課日本道路公団・本州四国連絡橋公団監理室長
- 2005年08月：国土交通省総合政策局建設業課長
- 2008年07月：都市再生機構経営企画部長
- 2011年
  - 07月：都市再生機構経営企画室長
  - 09月：国土交通省大臣官房総務課長
- 2012年09月11日：国土交通省道路局次長[5]
- 2013年08月01日：国土交通省大臣官房建設流通政策審議官[6]
- 2015年03月30日：復興庁統括官[7][8]
- 2016年06月21日：国土交通省大臣官房長[9][10]
- 2017年07月07日：国土交通審議官[11]
- 2018年
  - 07月31日：退官[12]
  - 12月01日：損保ジャパン日本興亜株式会社顧問[3]
- 2020年06月26日：阪神高速道路株式会社代表取締役社長[4]